# Kotomierz
Kotomierz – wieś sołecka w Polsce, położona w województwie kujawsko-pomorskim, w powiecie bydgoskim, w gminie Dobrcz.

## Podział administracyjny
W latach 1975–1998 miejscowość administracyjnie należała do województwa bydgoskiego.

## Linie kolejowe
We wsi znajduje się stacja kolejowa linii kolejowej nr 131.

## Historia
W przeszłości wieś była własnością szlachecką. W 1313 jej właścicielami byli Żyra i Wojciech. Ustalili oni wówczas granicę między Kotomierzem a Wudzynem należącym do dóbr klasztoru byszewskiego, którą zatwierdził książę Przemysław. W XVI w. właścicielem Kotomierza był B. Siemiński. Wieś obejmowała wówczas obszar 10 łanów (około 180 ha).
W latach 1807–1815 Kotomierz leżał w granicach Księstwa Warszawskiego, w departamencie bydgoskim. W okresie pruskim Kotomierz należał do powiatu bydgoskiego (zresztą podobnie jak dzisiaj). Około połowy XIX w. zmieniono nazwę Kotomierz na Klahrheim. Zmiana nazwy wsi wiąże się z nabyciem majątku w Kotomierzu przez Alberta von Klahra (1850). 
Po 1850 von Klahr przystąpił do budowy dworu i zabudowań gospodarczych. Dwór został nieznacznie przebudowany w 2. połowie XIX wieku. Do 1850. istniał spichlerz oraz stary dwór powstały zapewne w końcu XVIII w. (obecnie nieistniejący). Kotomierz liczył wtedy 339 mieszkańców, w tym 260 katolików i 79 ewangelików. Powierzchnia gruntów wynosiła 3386 mórg (około 1896 ha). 
Na przełomie XIX i XX w. majątek Kotomierz-Klahrheim drogą koligacji rodzinnych przeszedł we władanie rodziny von Otto. Jak wynika z planu melioracji gruntów sporządzonego w 1889, oba skrzydła dworu istniały już wtedy w obecnej formie. Do 1939 właścicielem Kotomierza był Paul von Otto. W 1937 część majątku została rozparcelowana. W momencie sporządzania planu parcelacji, tj. 1 kwietnia 1937, powierzchnia majątku wynosiła 514,67 ha. 
W czasie II wojny światowej, 10 listopada 1943, na stacji kolejowej w Kotomierzu nieznany polski oddział partyzancki doprowadził do zderzenia niemieckiego pociągu towarowego z transportem wojskowym, który w wyniku katastrofy zapalił się. Wskutek zderzenia ruch kolejowy został wstrzymany na 24 godziny.

## Współczesność
Po 1945 w Kotomierzu został utworzony Zespół Państwowych Gospodarstw Rolnych. Następnie znajdował się tu Zakład Rolny wchodzący w skład Kombinatu Państwowych Gospodarstw Rolnych Kusowo. W lutym 1983 nastąpiło przekazanie Zakładu Rolnego w Kotomierzu na własność Zespołu Szkół Centrum Kształcenia Rolniczego w Karolewie. Obecnym użytkownikiem całego zespołu jest Gospodarstwo Szkoły Agro-Ekonomicznej w Karolewie, które prowadzi doświadczalną produkcję roślinną i zwierzęcą. 
Wieś już od dawna posiadała szkołę, natomiast obecnie jest to budynek Szkoły Podstawowej im. Stefana Żeromskiego, oddany do użytku w 1966 (była to tzw. „Tysiąclatka”). W pobliżu szkoły znajduje się Ośrodek Zdrowia.
1 czerwca 1987 w Kotomierzu utworzona została rzymskokatolicka parafia św. Alberta Chmielowskiego.

## Zabytki
Według rejestru zabytków NID na listę zabytków wpisany jest zespół dworski, nr rej.: A/1001/1-2 z 5.06.1987:
- dwór, 1880
- park, pocz. XIX w.

## Dawne cmentarze
Na terenie wsi zlokalizowane są dwa nieczynne cmentarze ewangelickie.